# 童話園林
童話園林是一個香港迪士尼樂園的遊樂設施，在2015年12月17日落成啟用。

## 發展
2015年9月12日，香港迪士尼在十週年慶祝活動上宣布新增「童話園林」主題園區，預計於同年十二月推出。「童話園林」採用園景設計，展示多個由迪士尼公主系列作主題的場景，當中包括、《魔髮奇緣》、《白雪公主》、《美女與野獸》、《仙履奇緣》及《小美人魚》，賓客可於縮小了的童話場景與卡通人物互動，現在已經開幕

## 主題園林
透過優雅的園景、迷宫設計和故事場景小模型設計，為賓客呈獻5個迪士尼公主的經典故事，包括《魔髮奇緣》（“Tangled”）、《雪姑七友》（“Snow White and the Seven Dwarfs”）、《美女與野獸》（“Beauty and the Beast”）、《仙履奇緣》（“Cinderella”）及《小魚仙》（“The Little Mermaid”）。「童話園林」內一個有6個園景，將各個迪士尼公主故事場景幻化成小模型，包括童話裡的城堡、高塔和洞穴。賓客只要轉動魔法故事書和音樂盒裝置上的曲軸，便可啟動各個故事的場景及聽到耳熟能詳的音樂，猶如親身經歷每一個童話故事，投入「Happily Ever After」幸福時刻。
《魔髮奇緣》主題園林
The Garden of “Tangled”
《雪姑七友》主題園林
The Garden of “Snow White and the Seven Dwarfs”
《美女與野獸》主題園林
The Garden of “Beauty and the Beast”
《仙履奇緣》主題園林
The Garden of “Cinderella”
《小魚仙》主題園林
The Garden of “The Little Mermaid”
「仙女小亭園」
“Pixie Hollow”